# Josef Svennung
Josef Svennung (født 7. januar 1895, død 11. marts 1985) var en svensk klassisk filolog. 
Svennung var i årene 1955-1961 professor i latinsk sprog og litteratur ved Uppsala universitet. Han har især beskæftiget sig med hvad Jordanes og andre klassiske forfattere har skrevet om Norden og Scandza.

## Forfatterskab
- Orosiana. Syntaktische, semasiologische und kritische Studien zu Orosius. Uppsala 1922 (Dissertation)
- Palladii Rutilii Tauri Aemiliani viri illustris Opus agriculturae. Liber quartus decimus de veterinaria medicina. Göteborg 1926
- Om Palladius' De medicina pecorum. 1929
- Wortstudien zu den spätlateinischen Oribasiusrezensionen. Uppsala 1932
- Untersuchungen zu Palladius und zur lateinischen Fach- und Volkssprache. Uppsala/Leipzig 1935
- Kleine Beiträge zur lateinischen Lautlehre. Uppsala 1936
- Compositiones Lucenses. Studien zum Inhalt, zur Textkritik und Sprache. Uppsala/Leipzig 1941
- Catulls Bildersprache. Uppsala/Leipzig 1945
- "Vitala stad" och det forna Vetlanda. 1947
- Belt und Baltisch. Ostseeische Namenstudien. Mit besonderer Rücksicht auf Adam von Bremen. Uppsala 1953
- Den värendska arvsrätten. 1956
- Anredeformen. Vergleichende Forschungen zur indirekten Anrede in der 3. Person und zum Nominativ für den Vokativ. Uppsala/Wiesbaden 1958
- Från senantik och medeltid: latinska texter av kulturhistoriskt intresse. 1963
- Scandinavia und Scandia: lateinisch-nordische Namenstudien. 1963
- Jordanes und Scandia. 1967
- Zur Geschichte des Goticismus. 1967
- Skandinavien bei Plinius und Ptolemaios : kritisch-exegetische Forschungen zu den ältesten nordischen Sprachdenkmälern. 1974

### Oversættelser
- Martin Luther: Om en kristen människas frihet (översatt från latinet 1929 av Josef Svennung, språklig bearbetning 1993 av Gun och Carl Henrik Martling, Verbum, 1994)

### På internettet
- J. Svennung: "Svearnas ö och Sithonerna hos Tacitus" (Fornvännen 1962; s. 193-211) Arkiveret 30. september 2015 hos  Wayback Machine
- J. Svennung: "Jordanes' beskrivning av ön Scandia" (Fornvännen 1964; s. 1-23) Arkiveret 30. september 2015 hos  Wayback Machine
- J. Svennung: "De nordiska folknamnen hos Jordanes" (Fornvännen 1964; s. 65-102) Arkiveret 30. september 2015 hos  Wayback Machine
- J. Svennung: "Jordanes' Scandia-kapitel" (Fornvännen 1965; s. 1-41) Arkiveret 30. september 2015 hos  Wayback Machine
- J. Svennung: "Gränsdragningen mellan Sverige och Danmark på 1000-talet" (Fornvännen 1966; s. 219-229) Arkiveret 4. marts 2016 hos  Wayback Machine
- J. Svennung: ""Hvitæ sten" i 1000-talets gräns mot Danmark" (Fornvännen 1969; s. 99-109) Arkiveret 28. september 2015 hos  Wayback Machine

## Andres anmeldelser
- Torben Damsholt (anmeldelse af): "J. Svennung: Jordanes und Scandia. Kritisch-exegetische Studien. — Samme: Zur Geschichte des Goticismus. Skrifter utgivna av Kungl. humanistiska Vetenskapssamfundet i Uppsala, bd. 44:2 A og B. Stockholm, Almqvist & Wiksell, 1967" (Historisk Tidsskrift; Bind 12. række, 5 (1971); s. 488-493) (Webside ikke længere tilgængelig)